# Domenico Ridola
Domenico Ridola (Ferrandina, 19 ottobre 1841 – Matera, 11 giugno 1932) è stato un medico, politico e archeologo italiano.

## Biografia
Figlio di Gregorio e della nobile Camilla de Gemmis di Terlizzi, si laureò in Medicina all'Università di Napoli nel 1865 quindi continuò i suoi studi in Italia ed all'estero per alcuni anni prima di rientrare a Matera dove aprì uno studio medico. Operò nella professione con grande competenza, e si distinse per aver effettuato delle ricerche su una malattia della bocca, detta malattia di Ridola.
Ridola fu anche grande esperto in enologia, nel 1887, in occasione della prima mostra enologica lucana, fu premiato con menzione d'onore per un vino color rosso ciliegia, odore fragrante, con sapore squisito da dessert con 15,60% di alcool, chiamato San Bardo.
Fu sindaco di Matera e consigliere provinciale per parecchi anni. Fu deputato per il collegio di Matera dopo la prematura morte dell'on. Michele Torraca nel 1906. Nel 1909 venne rieletto sconfiggendo Nicola De Ruggieri. Nel 1913, a 72 anni, non si ripresentò alla Camera ma il 16 ottobre 1913 fu nominato senatore.
Grande appassionato di archeologia, sin dal 1872 cominciò ad effettuare numerose campagne di scavo in tutto il territorio materano e delle Murge, e tra le sue scoperte grande importanza ebbero:
- materiale preistorico risalente al Paleolitico in tutta l'area materana, in particolare nella grotta dei pipistrelli;
- numerosi villaggi trincerati di epoca neolitica; la sua intuizione lo portò a scoprire le prime trincee osservando il colore più scuro dell'erba nei fossati circolari rispetto all'erba circostante che, nel mese di giugno, era più secca;
- un'importante necropoli ed una ricchissima stipe votiva a Timmari;
- il sito neolitico di Serra d'Alto, celebre per le sue ceramiche;
- tombe a grotticella ed a tumulo delle Età dei metalli.

Tutto il materiale raccolto in anni di ricerche fu da lui donato allo Stato nel 1911, e da allora è custodito nel museo archeologico nazionale di Matera a lui dedicato.
Fu membro dell'Istituto Archeologico Germanico, dell'Accademia Francese di Archeologia, dell'Accademia Pontaniana e della Società Magna Grecia. Per i suoi alti meriti venne nominato anche ispettore degli scavi e monumenti di antichità per Matera.
(Dall'intervento di Domenico Ridola alla Società Romana di Archeologia, 3 marzo 1924)

## Opere
- Un efficace metodo di cura in talune forme gravi d'isterismo, 1889
- Caso di sanguisuga in trachea, 1894
- Avanzi di stazione preistorica e necropoli ad incinerazione scoperta a Monte Timmari presso Matera, 1900
- La paletnologia nel Materano, 1901
- Quagliati Quintino - Necropoli arcaica ad incinerazione presso Timmari nel materano, 1906
- Le origini di Matera, 1906
- Per la Lucania Antica (Discorso inaugurale della nuova sede del Museo Provinciale di Potenza, 6 settembre 1907
- Brevi note sulla stazione preistorica della Grotta dei Pipistrelli e della vicina grotta Funeraria, 1912
- Villaggi trincerati preistorici nel Materano, 1924
- Le grandi trincee preistoriche di Matera : la ceramica e la civiltà di quel tempo, 1926